# Animalia (film)
Pour les articles homonymes, voir Animalia (homonymie).
Pour plus de détails, voir Fiche technique et Distribution.
Animalia est un drame franco-marocain écrit et réalisé par Sofia Alaoui et sorti en 2023.
Le film remporte le prix spécial du jury au Festival du film de Sundance 2023.

## Synopsis
Itto, une jeune femme de condition modeste, est mariée à un jeune homme issu d'une famille riche. Son mari l'aime, mais sa belle famille la méprise et la brime. Itto s'habitue à vivre dans une certaine opulence, mais se retrouve un jour seule, enceinte, dans une maison luxueuse. À la suite de la mise en place de l'état d'urgence, dont on ignore dans un premier temps la cause, elle tente de rejoindre son mari et arrive, un peu perdue, dans un décor tout à fait autre, un village reculé de l’Atlas,.

## Fiche technique
- Titre original et français : Animalia
- Réalisation et scénario : Sofia Alaoui
- Montage : Héloïse Pelloquet
- Musique : Amine Bouhafa
- Photographie : Noé Bach
- Production : Margaux Lorier, Toufik Ayadi, Christopher Barral
- Sociétés de production : Wrong Films, SRAB Films
- Société de distribution : Ad Vitam Distribution (France)
- Pays de production :  Maroc et  France
- Langue originale : amazighe[1], français, arabe
- Durée : 90 minutes
- Dates de sortie :
  - États-Unis : 20 janvier 2023 (Festival du film de Sundance)
  - Suisse : 1er juillet 2023 (Festival international du film fantastique de Neuchâtel)
  - France : 9 août 2023 (sortie nationale)

## Distribution
- Oumaïma Barid : Itto (personnage principal)
- Mehdi Dehbi : Amine
- Fouad Oughaou : Fouad
- Souad Khouyi : Hajar
- Rajaa Essaaidi : Noor
- Az Elarab Kaghat : Mustapha (en tant que Mohamed Az-El-Arab Kaghat)
- Said Lazraq : le gouverneur
- Abderrahmane Akrifa : l'imam
- Mohamed Lahbib : l'adolescent
- Mohamed Oughaou : le voisin
- Khadija Chatir : une bonne
- Bouchra Bouyes : une bonne
- Maid Naouim Boujaber : une bonne
- Hsain Bellahcen : le berger
- Hssain Ghinich : l'homme fou

## Production
Animalia est une co-production franco-marocaine.
En France, le film est produit par Srab Films, Wrong Films et Arte France Cinéma.
Au Maroc, le film est produit par Dounia Benjelloun (Dounia Productions) et Jiango Film, tout en bénéficiant du soutien du Centre Cinématographique Marocain (CCM).

## Distinctions
Le film remporte le prix spécial du jury au Festival du film de Sundance 2023,.
Animalia remporte aussi le prix SACD du meilleur scénario au Festival de films francophones Cinemania de Montréal 2023.

## Critiques
Pour le critique du journal Le Monde, c'est un des films les plus séduisants et les plus prometteurs du  cinéma marocain, tout en portant un message politique. Pour un autre journal, Le Parisien, le cadre est somptueux et inhabituel, avec un message, pour ce journal, de mise en garde environnementale. Camille Nevers, dans le quotidien Libération , y perçoit davantage une allégorie contre la religion et l'argent. Elle évoque un film qui « s'enfonce dans le surnaturel comme un lent délire », et apprécie d'abord « le versant du film-trip de mère future, projection mentale de l'état de parturiente pleine de sensations, d'appétits, d'hubris, de visions de fin du monde et de genèse ». Pour Le courrier de l'Atlas, le film "interpelle et surprend" et il est "à voir absolument !".
Le site d'information marocain H24info salue lui aussi le film, projeté lors du 20è Festival international du film de Marrakech. Sont notamment célébrés l'esthétique du film, son onirisme et sa mise en scène. D'autres aspects du film sont aussi appréciés : sa réflexion sur les classes sociales, l’inversement des valeurs, la place de la femme dans la société, le surnaturel ou encore le questionnement sur la foi et la spiritualité.
Ces différents médias saluent aussi la performance de l'actrice Oumaïma Barid,.